# Stadion Lokomotiva
Stadion Lokomotiva je fotbalové hřiště, které se nachází v českém pohraničním městě Cheb. V roce 1952 bylo otevřeno jako plnohodnotný fotbalový stadion. Nejprve patřil v rámci celého areálu TJ Lokomotiva Cheb (později přejmenována na SK Cheb), ta však postupem doby přestávala stačit financovat péči o chátrající budovy a náklady na provoz areálu. V souladu se smlouvou o půjčce proto převedla v roce 2013 celé sportoviště do majetku města Cheb.
Stadion vešel ve známost především díky prvoligovým zápasům TJ Rudé hvězdy Cheb (po revoluci přejmenována na FC Union Cheb), která si stadion pronajímala pro své domácí ligové zápasy v sezónách 1979/80 až 1994/95. V poslední ligové sezóně 1995/96 po neshodách ohledně nájmu dohrál Union poslední tři podzimní zápasy v Tachově a na jaře v Blšanech. Poslední ligový zápas se zde tedy odehrál dne 1. 10. 1995 v rámci 9. kola proti Kaučuku Opava.
Od roku 2001 zde odehrává své domácí zápasy FK Hvězda Cheb.
Po rekonstrukci v roce 2017 se kompletně přeměnil ráz stadionu, byly zbořeny jeho ochozy (náspy s betonovými stupni) a kousek od několika menších tréninkových hřišť bylo vytvořeno jedno hřiště o standardních rozměrech 105 x 68 metrů s umělou trávou a umělým osvětlením v jihovýchodním rohu areálu. V další etapě je v plánu přidat do areálu další fotbalové hřiště a novou hlavní tribunu, kterým ustoupí tréninková hřiště a stávající hlavní tribuna, jenž je v havarijním stavu.

## Parametry bývalého stadionu
Před rekonstrukcí v roce 2017 byla kapacita stadionu 15 000 diváků, z toho 1600 míst bylo k sezení na hlavní tribuně. Hlavní hřiště mělo rozměry 108 x 65 metrů a vedl kolem ní atletický ovál, který byl později zatravněn, takže celková travnatá plocha měla rozměry 125 x 86 metrů.
Nebylo zde umělé osvětlení, původní výsledková tabule byla po vyřazení nahrazena mobilní tabulí, která byla instalována pouze během utkání. Vedlejší tréninkové hřiště se škvárovým povrchem mělo rozměry 103 x 63 metrů. Zázemí zahrnovalo 10 šaten.